# Ignacio Ramonet

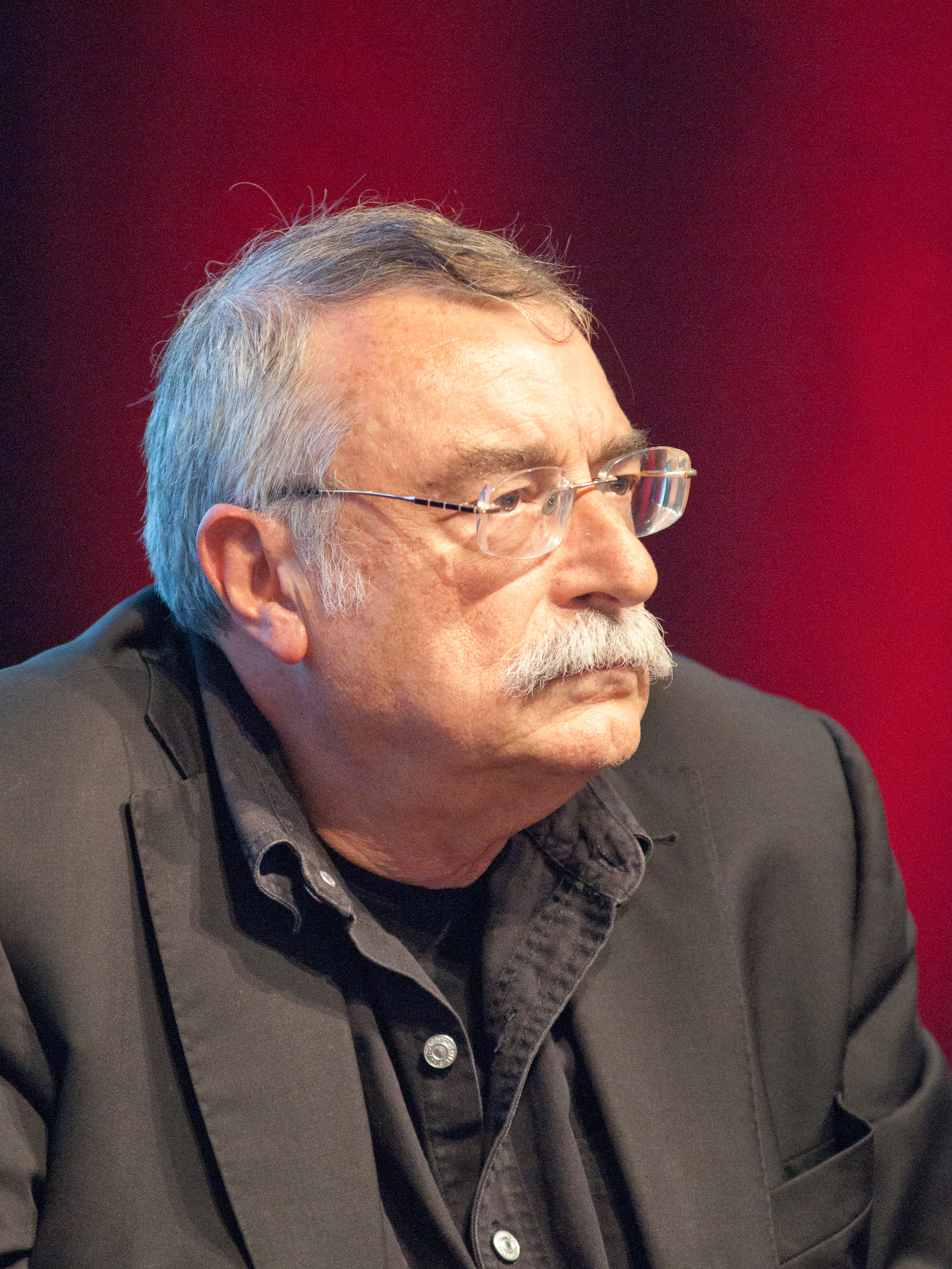
Ignacio Ramonet

Ignacio Ramonet (ur. 5 maja 1943 w Pontevedrze) – hiszpański dziennikarz i krytyk filmowy. Czołowa postać ruchu alterglobalistycznego.

## Życiorys
Urodził się w 1943. W roku 1948 jego sympatyzujący z republikanami rodzice przenieśli się do Tangeru uciekając przed dyktaturą Franco. Studiował na Université de Bordeaux a następnie wrócił do Maroka. W 1972 przeprowadził się do Paryża, gdzie rozpoczął pracę jako dziennikarz i krytyk filmowy.
Uzyskał tytuł doktora Semiologii i Historii Kultury w École des hautes études en sciences sociales w Paryżu i profesora Teorii komunikacji na Université Paris VII - Diderot. Wykłada na Sorbonie. Otrzymał tytuł doctora honoris causa na Universidad Santiago de Compostela i Universidad Nacional de Córdoba.
Specjalista w kwestiach geopolityki, doradca ONZ. Od 1990 do 2008 r. był redaktorem naczelnym miesięcznika Le Monde Diplomatique i dwumiesięcznika Manière de voir.
Współzałożyciel i przewodniczący pozarządowej organizacji Media Watch Global.
Jego artykuł opublikowany w 1997 r. w Le Monde Diplomatique doprowadził do stworzenia organizacji ATTAC mającej na celu m.in. wprowadzenie podatku Tobina.